# 磯部祥子
磯部 祥子（いそべ さちこ）は、日本の農学者。東京大学大学院農学生命科学研究科教授、日本学術会議会員。

## 人物・経歴
1993年3月に岡山大学農学部総合農業科学科を卒業。1995年3月には岡山大学大学院農学研究科地域環境農学専攻修士課程を修了。2006年3月、鹿児島大学大学院連合農学研究科博士課程を修了し、博士（農学）の学位を取得した。1995年4月、農林水産省草地試験場企画連絡室研究員。同年10月には同省北海道農業試験場草地部マメ科牧草育種研究室研究員に異動。2003年9月 - 2004年8月には、長期在外研究員として研究に従事した。2004年10月、独立行政法人農業・食品産業技術総合研究機構北海道農業研究センター作物開発部マメ科牧草育種研究室主任研究員に就任。
2007年4月、財団法人かずさDNA研究所植物ゲノム研究部植物分子育種研究室主任研究員に転任。同研究所では、2012年4月 - 2023年3月に先端研究開発部植物ゲノム・遺伝学研究室長、2020年4月 - 2024年6月にゲノム事業推進部植物DNA解析グループ長、2023年4月 - 2024年3月に先端研究開発部シーズ開拓研究室・生物情報解析システム開発チーム長などを歴任した。また、2023年4月 - 2024年6月には、公益財団法人かずさDNA研究所先端研究開発部植物ゲノム・遺伝学研究室主席研究員を務め、2023年10月1日付けで日本学術会議会員に任命された。2024年7月、東京大学大学院農学生命科学研究科生産・環境生物学専攻園芸学研究室教授に就任。専門は、基礎生物学。

## 受賞
- 2018年：日本育種学会論文賞[1]
- 2022年：日本育種学会論文賞[1]